# Nemška vas na Blokah
Nemška vas na Blokah je naselje v Občini Bloke.

## Prebivalstvo
Etnična sestava 1991:
- Slovenci: 42 (93,3 %)
- Neznano: 3 (6,7 %)